# Donga (Benin)
Donga Benin tizenkét megyéjének egyike, székhelye Djougou. 1999-ben lett külön megye, előtte a terület Atakora megyéhez tartozott.

## Földrajz
Az ország nyugati részén található. Nyugatról Togo határolja.
4 település van a megyében:
Megyeszékhely: Djougou
Bassila, Copargo és Ouaké .

## Népesség
28,5% a yoa nemzetiséghez tartozik. 18,5% a lokpa, 11,5% a fulbe törzshöz tartozik.

## Vallások
A muzulmánok aránya 72,9%-ra tehető. 14,9%-uk kereszténynek vallja magát. A többiek törzsi vallásúak.

## Fordítás
- Ez a szócikk részben vagy egészben  a   Donga című német Wikipédia-szócikk fordításán alapul.  Az eredeti cikk szerkesztőit annak laptörténete sorolja fel. Ez a jelzés csupán a megfogalmazás eredetét és a szerzői jogokat jelzi, nem szolgál a cikkben szereplő információk forrásmegjelöléseként.